# Robert Hall (Theologe)
Robert Hall (* 2. März 1764 in Arnesby bei Leicester; † 21. Februar 1831 in Bristol) war ein englischer baptistischer Geistlicher und Theologe.

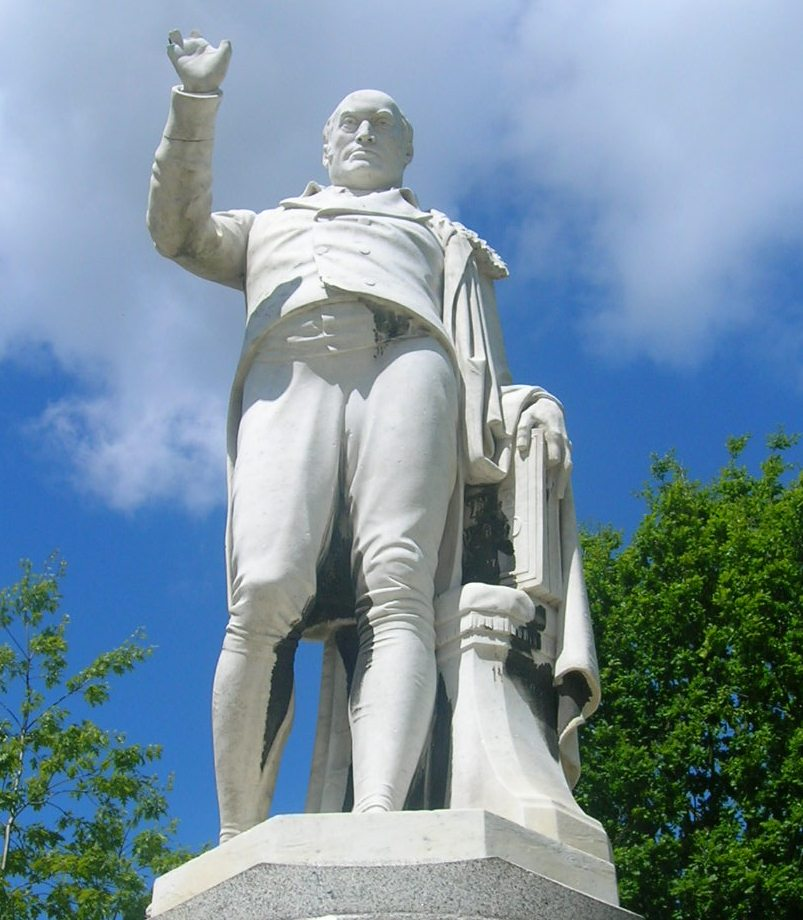
Statue in Leicester von Bildhauer John Birnie Philip

Hall war der Sohn des Geistlichen Robert Hall (1728–1791). Er studierte am King’s College in Aberdeen, wurde 1785 Prediger in Bristol und 1790 in Cambridge, wo er gegen die durch den Ausbruch der Französischen Revolution beförderte Verdächtigung aller Freiheit als Gottlosigkeit 1791 seine Kontroversschrift  Christianity consistent with a love of freedom schrieb, der er 1793 eine Apology for the freedom of the press folgen ließ.
Ausgezeichnet durch Gedankentiefe und glänzende Darstellung sind seine Reflexions on war (1802) und die  Sentiments proper to the present crisis (1803). Im November 1804 von einer Gemütskrankheit befallen, konnte er erst 1807 wieder ein Predigtamt zu Leicester bei einer Baptistengemeinde übernehmen.
Im Jahr 1826 erhielt er einen Ruf nach Bristol, wo er am 21. Februar 1831 starb.
Seine gedruckten Schriften sind von Olinthus Gregory mit einer Biographie des Verfassers gesammelt worden (neue Aufl., London 1846, 6 Bände).